# Муравьежук обыкновенный

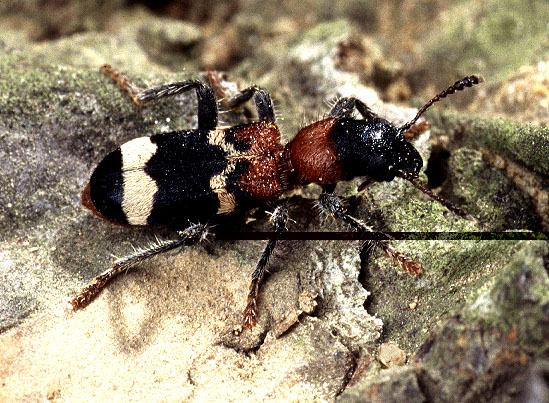
Жук Thanasimus formicarius

Муравьежук обыкновенный, или пестряк муравьиный, или короедный волк  (лат. Thanasimus formicarius) — вид жуков из семейства пестряков (Cleridae).

## Распространение
Европа, Кавказ, Сибирь.

## Описание
Яркоокрашенные жуки длиной 7,0—10,0 мм. Окраска тела красно-чёрная, надкрылья с белыми перевязями. Передний членик лапки грубо вырезан. Белые перевязи в густых и толстых белых волосках. Хищничают в гнёздах жуков-короедов. Розоватые личинки имеют длину до 18 мм, живут в ходах под корой, поедают яйца, личинок и куколок короедов, окукливание и зимовка имаго проходят там же. Численность в некоторых районах (например, в Германии) резко снижается из-за использования там химических препаратов для предохранения древесины.

## Значение
Полезные жуки, так как уничтожают вредных насекомых, таких как жуки-короеды

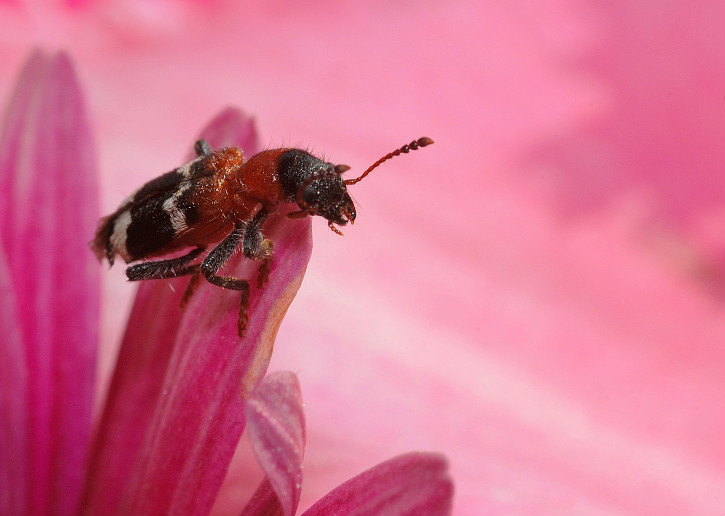
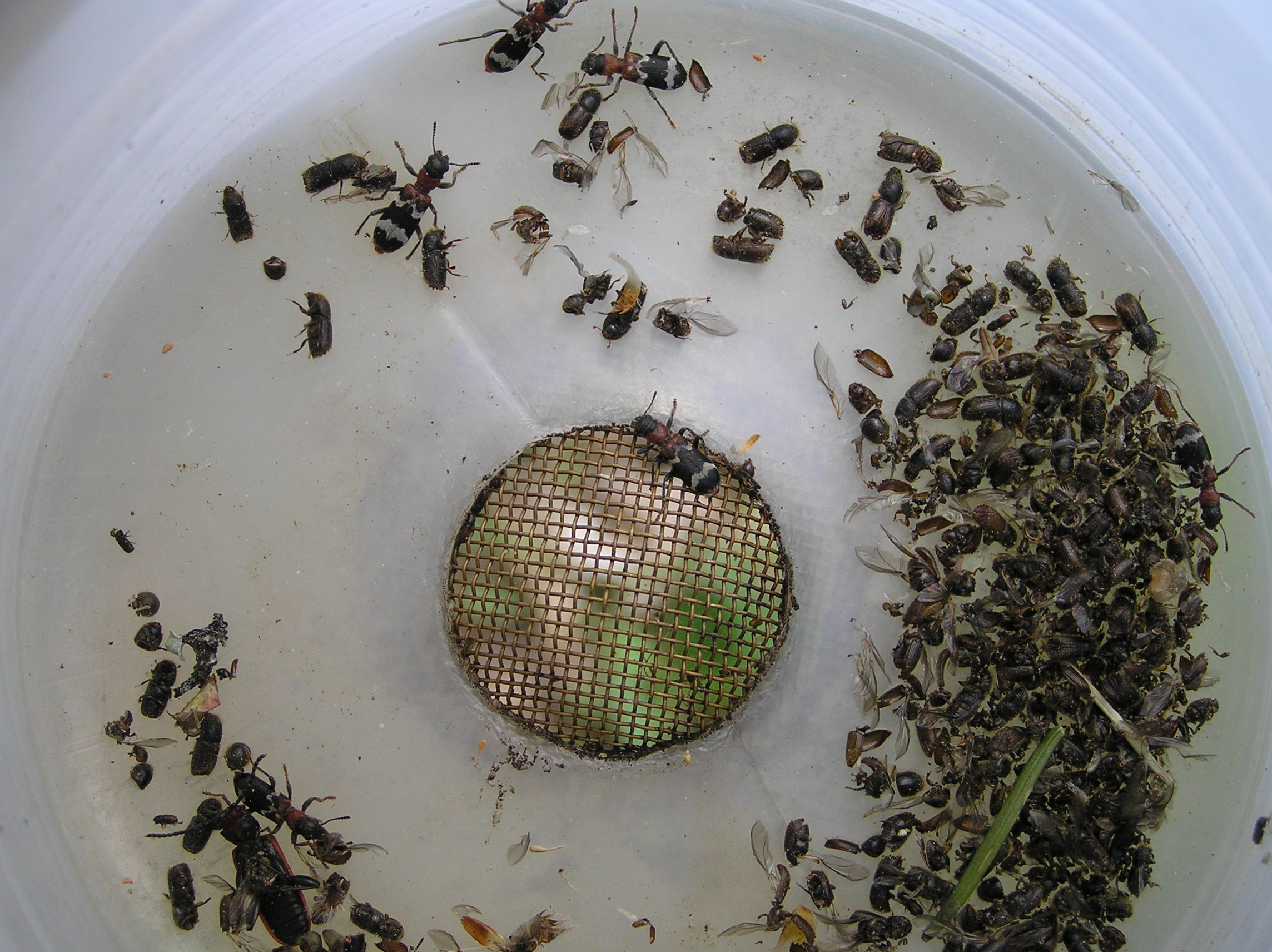
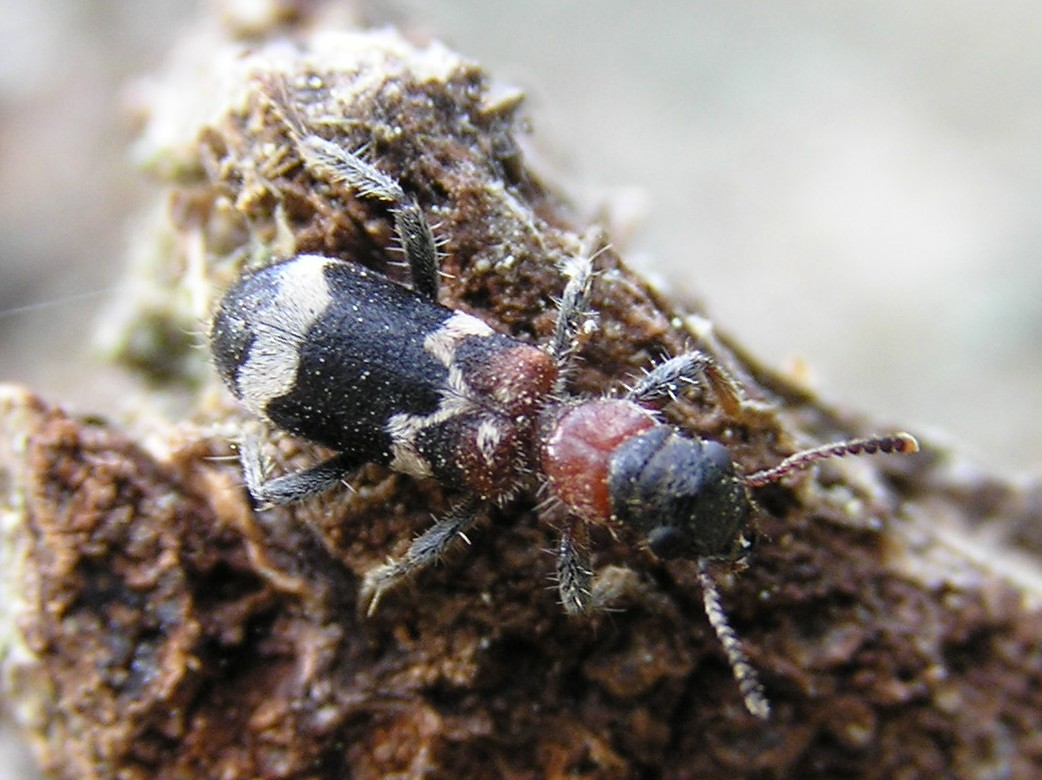
Фото муравьежука из Беловежского леса (Польша, 05.2006)
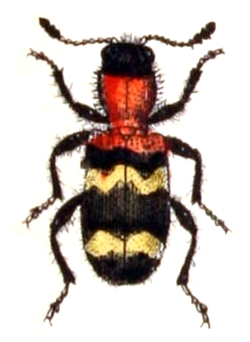
Рисунок  из книги: Carl Gustav Calwer; Gustav Jäger (1876). «Käferbuch. Naturgeschichte der Käfer Europas». Штутгарт: Julius Hoffmann.